# Magyar Mozgókép Közalapítvány
A Magyar Mozgókép Közalapítvány (MMKA) egy mozgóképszakmai szervezet volt Magyarországon, amely a filmtörvény szerint az állami költségvetésben a filmipar támogatására előirányzott összegek, illetve az egyéb forrásokból származó, ugyanezt a célt szolgáló bevételek elosztását végezte 1998 és 2012 között.
Alapcéljai a magyar filmek elkészítésének, terjesztésének és megőrzésének támogatása minden műfajban, a magyar filmművészet külföldi és az egyetemes filmművészet magyarországi terjesztésének segítése, illetve a magyar filmszakma képviselete belföldön és külföldön voltak. Feladata volt a határon túli magyar filmművészet támogatása és képviselete is. Működésének időszakában az MMKA dolgozta ki a forráselosztás pályázati elveit és a pályázati naptárat.
A Közalapítványt 1998-ban hozta létre a kormány és a filmszakma 26 szervezete, az 1991-ben alapított Magyar Mozgókép Alapítvány jogutódjaként.
Az MMKA székhelye Budapest VI. kerületében a Városligeti fasor 38. szám alatt volt. Adminisztratív feladatait a Nemzeti Filmiroda látta el és ennek költségvetésében szerepeltek az MMKA működéséhez szükséges források is.
A kuratórium mellett hat szakkollégium működött: játékfilmes, animációs, dokumentumfilmes, filmterjesztési, tudományos-ismeretterjesztő, illetve a Kutatási, Képzési, Kísérleti film, Könyv- és Folyóirat Kiadói Szakkollégium.
Az MMKA 2012-ben jogutód nélkül megszűnt. Feladatköreit 2011-től a Magyar Nemzeti Filmalap és az MTVA Mecenatúra Program vették át. 2019-től minden feladatkörét a Nemzeti Filmintézetté átnevezett Filmalap látja el. 

## Kuratórium
Az MMKA vezető testülete a kuratórium volt, amelynek elnökét és tagjait az alapítók jelölték és a kormány hozzájárulásával a kultuszminiszter nevezte ki. 
2006–2010:
Elnöke Grunwalsky Ferenc, tagjai: dr. Baán László, dr. Benedek András, dr. Bod Péter Ákos, dr. Csányi Vilmos, Donáth László és Simó György.
 2010–2014:
Elnöke Kőrösi Zoltán, tagjai: dr. Baán László, Bakonyi Veronika, Bognár Attila, Durst György, Foktői János és dr. Kovács Árpád.

## Tájékoztató a Magyar Mozgókép Közalapítvány jogutód nélküli megszüntetéséről
- Tájékoztató az MMKA honlapján

## Külső hivatkozások
- Az MMKA honlapja
- 2004. évi II. törvény a mozgóképről
- 2006. évi XLV. törvény a mozgóképről szóló 2004. évi II. törvény módosításáról